# Kazungula (Zambie)
Pour les articles homonymes, voir Kazungula (homonymie).
Kazungula est une petite localité du sud-ouest de la Zambie, à la frontière botswanaise.

## Géographie

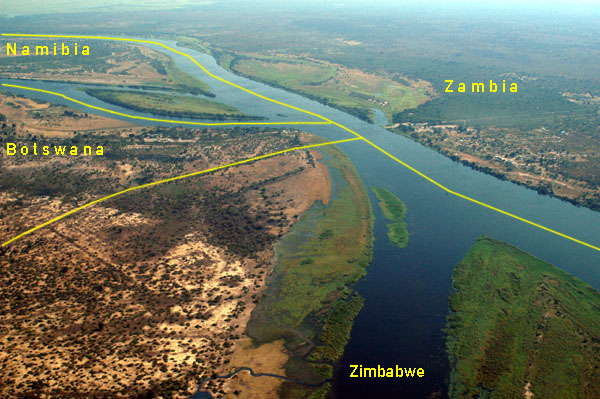
Montage photo montrant la localisation du quasi-quadripoint entre Botswana, Namibie, Zambie et Zimbabwe.

Situé à 70 km à l'ouest de Livingstone, Kazungula est située sur la rive nord du Zambèze dont la largeur est de plusieurs centaines de mètres à ce niveau. 
À cet endroit, la frontière avec le Botswana qui ne fait que 150 mètres, est probablement la plus courte du monde, seulement encadrée par deux tripoints marquant les frontières des deux pays avec la Namibie (pointe de la bande de Caprivi) au nord et la Zimbabwe au sud, cette proximité formant un quasi-quadripoint.
La rivière Kwando, qui marque la frontière entre le Botswana et la Namibie, afflue sur la rive opposée du fleuve en amont de Kazungula.
Administrativement, Kazungula fait partie du district de Kazungula, dans la province Méridionale.

## Transports

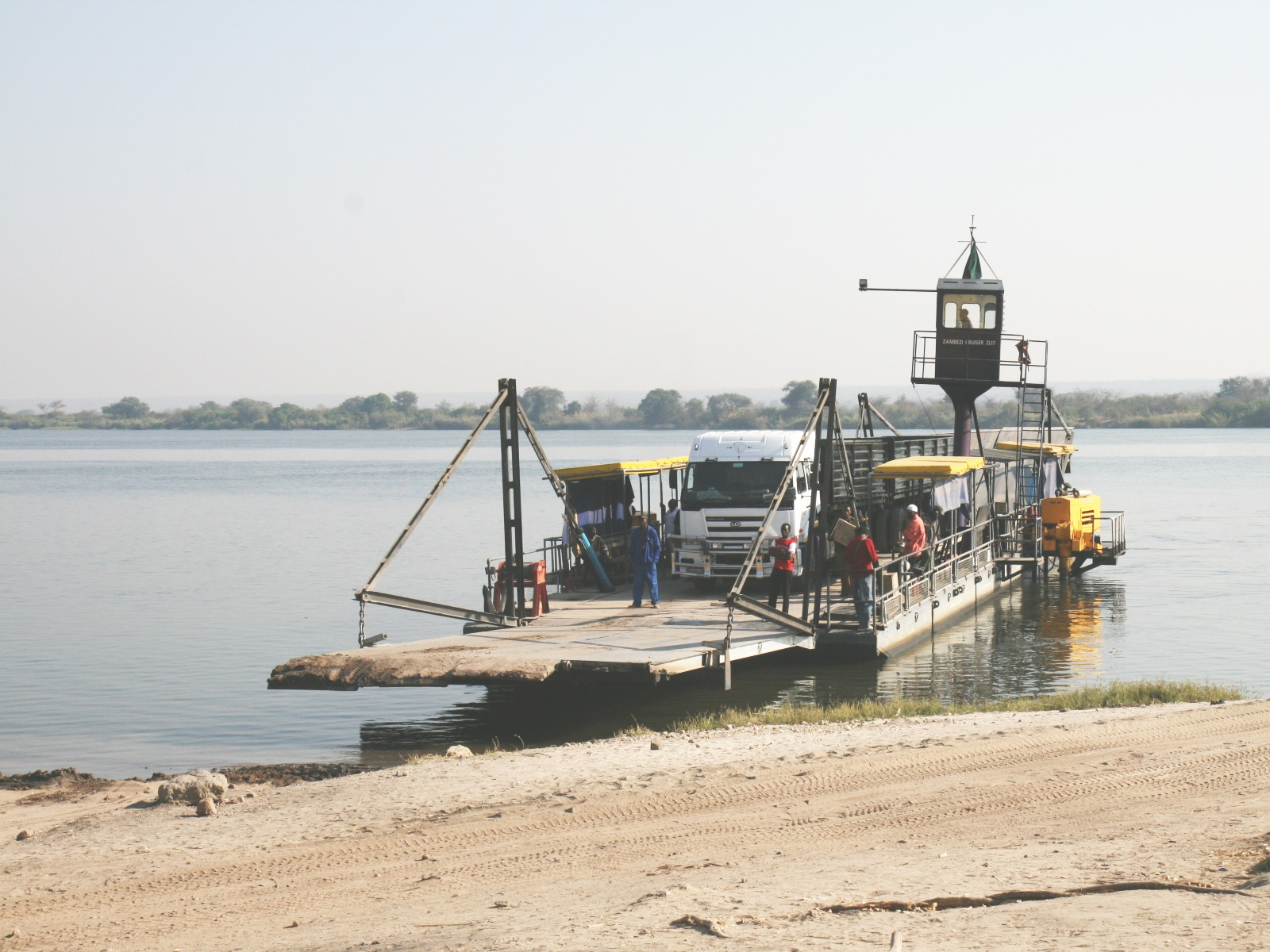
Le ferry s'apprête à accoster

Kazungula était relié à la rive botswanaise et la ville homonyme par un ferry permettant de traverser le Zambèze. D'une capacité de 70 t, il s'agissait de l'un des plus grands bacs de la région. Deux pontons motorisés effectuaient la navette entre les postes de douane de chaque côté du Zambèze. À la suite du chavirage d'un ferry en 2003, les gouvernements des deux pays ont annoncé en 2007 la construction d'un pont frontalier pour le remplacer,.
Cet ouvrage dont la construction a débuté le 12 octobre 2014 a été inauguré en mai 2021. Il mesure 923 m de long pour 18,5 m de largeur,.
Kazungula est située à 2 km de la route reliant Livingstone à Sesheke.